# Brandon Soppy
Beanou Junior Brandon Soppy (Aubervilliers, 21 febbraio 2002) è un calciatore francese, difensore del Losanna.

## Caratteristiche tecniche
É un terzino destro.

## Carriera

### Club

#### Gli inizi, Rennes
Nato ad Aubervilliers da una famiglia di origini ivoriane, è cresciuto nell'INF Clairefontaine dove è rimasto fino al 2017 quando è entrato nel settore giovanile del Rennes. Il 12 ottobre 2018 ha firmato il suo primo contratto professionistico con il club rossonero valido fino al 2021 e due mesi più tardi è stato promosso nella squadra riserve, con cui ha debuttato disputando l'incontro perso 2-1 contro il Brest 2 del 15 dicembre.
Dopo un'ulteriore stagione in Championnat de France amateur 2, nell'estate del 2020 è stato promosso in prima squadra dall'allenatore Julien Stéphan. Ha esordito in Ligue 1 il 22 agosto in occasione dell'incontro pareggiato 1-1 contro il Lilla, quando ha sostituito al 41' Jonas Martin.
Chiude la sua esperienza al Rennes con 11 presenze nella seconda squadra e 4 nella prima.

#### Udinese
Il 30 agosto 2021 si trasferisce all'Udinese, con cui firma un contratto quinquiennale.Debutta con i friulani, e in serie A, il 12 settembre nella partita in casa dello Spezia, entrando nel finale al posto di Molina. Nell'arco della stagione trova spazio (28 presenze in campionato e 2 in Coppa Italia), senza riuscire però a imporsi tra i titolari, complice l'affermazione dei compagni di reparto Molina e Udogie.

#### Atalanta e prestiti a Torino e Schalke 04
Il 19 agosto 2022 viene acquistato per 10 milioni di euro dall’Atalanta.L'esordio con i bergamaschi avviene il 28 agosto nella partita in casa dell'Hellas Verona, vinta per 1-0.
Il penultimo giorno di mercato estivo del 2023 il calciatore si trasferisce in prestito con diritto di riscatto al Torino, per una cifra pattuita di 6 milioni di euro più bonus. Con i granata raccoglie solo 5 presenze prima che il prestito venga risolto anticipatamente.
Il 1º febbraio 2024 passa in prestito fino al termine della stagione allo Schalke 04, nella seconda divisione tedesca, ma nemmeno qui (anche a causa di problemi fisici) trova molto spazio, disputando 5 partite.

#### Atalanta U23
Tornato all'Atalanta rimane ai margini della rosa: il 14 dicembre 2024, dopo non aver ricevuto nessuna convocazione nemmeno in panchina in partite della prima squadra, gioca anche una partita in Serie C con l'Atalanta U23 (seconda squadra degli orobici), subentrando dalla panchina nell'incontro vinto per 5-2 in casa contro il Lecco. Nella sessione invernale di calciomercato rimane a Bergamo e, non trovando spazio in prima squadra, continua a venire impiegato dalla squadra riserve nerazzurra, con cui conclude il campionato di Serie C con complessive 8 presenze. 

#### Losanna
L'11 luglio 2025 si trasferisce a titolo definitivo nella prima divisione svizzera al Losanna, con cui sottoscrive un accordo triennale.

### Nazionale
Con l'Under-17, ha segnato un gol in un'amichevole contro l'Inghilterra nel febbraio 2019. Pochi mesi dopo, ha partecipato al campionato europeo in Irlanda. Durante questa competizione, ha giocato quattro partite. La Francia ha perso in semifinale contro l'Italia. Qualche mese dopo, fu selezionato con questa squadra per giocare la Coppa del Mondo in Brasile. Durante questa Coppa del Mondo, si è fatto un nome fornendo due assist, prima contro il Cile nella fase a gironi, poi contro l'Australia agli ottavi. La Francia è poi arrivata terza, battendo l'Olanda nella finale per il terzo posto.

## Statistiche

### Presenze e reti nei club
Statistiche aggiornate al 12 aprile 2025.
| Stagione        | Squadra         | Campionato      | Campionato | Campionato | Coppe nazionali | Coppe nazionali | Coppe nazionali | Coppe continentali | Coppe continentali | Coppe continentali | Altre coppe | Altre coppe | Altre coppe | Totale | Totale |
| Stagione        | Squadra         | Comp            | Pres       | Reti       | Comp            | Pres            | Reti            | Comp               | Pres               | Reti               | Comp        | Pres        | Reti        | Pres   | Reti   |
| --------------- | --------------- | --------------- | ---------- | ---------- | --------------- | --------------- | --------------- | ------------------ | ------------------ | ------------------ | ----------- | ----------- | ----------- | ------ | ------ |
| 2018-2019       | Rennes 2        | N3              | 1          | 0          | -               | -               | -               | -                  | -                  | -                  | -           | -           | -           | 1      | 0      |
| 2019-2020       | Rennes 2        | N3              | 10         | 0          | -               | -               | -               | -                  | -                  | -                  | -           | -           | -           | 10     | 0      |
| Totale Rennes 2 | Totale Rennes 2 | Totale Rennes 2 | 11         | 0          |                 | -               | -               |                    | -                  | -                  |             | -           | -           | 11     | 0      |
| 2020-2021       | Rennes          | L1              | 9          | 0          | CF              | 2               | 0               | -                  | -                  | -                  | -           | -           | -           | 11     | 0      |
| 2021-2022       | Udinese         | A               | 28         | 0          | CI              | 2               | 0               | -                  | -                  | -                  | -           | -           | -           | 30     | 0      |
| lug.-ago. 2022  | Udinese         | A               | 1          | 0          | CI              | 1               | 0               | -                  | -                  | -                  | -           | -           | -           | 2      | 0      |
| Totale Udinese  | Totale Udinese  | Totale Udinese  | 29         | 0          |                 | 3               | 0               |                    | -                  | -                  |             | -           | -           | 32     | 0      |
| ago. 2022-2023  | Atalanta        | A               | 15         | 0          | CI              | 1               | 0               | -                  | -                  | -                  | -           | -           | -           | 16     | 0      |
| 2023-feb. 2024  | Torino          | A               | 5          | 0          | CI              | 0               | 0               | -                  | -                  | -                  | -           | -           | -           | 5      | 0      |
| feb.-giu. 2024  | Schalke 04      | 2BL             | 5          | 0          | CG              | -               | -               | -                  | -                  | -                  | -           | -           | -           | 5      | 0      |
| 2024-2025       | Atalanta U23    | C               | 8          | 0          | CI-C            | 0               | 0               | -                  | -                  | -                  | -           | -           | -           | 8      | 0      |
| Totale carriera | Totale carriera | Totale carriera | 82         | 0          |                 | 6               | 0               |                    | -                  | -                  |             | -           | -           | 88     | 0      |